# 棋士 (将棋)

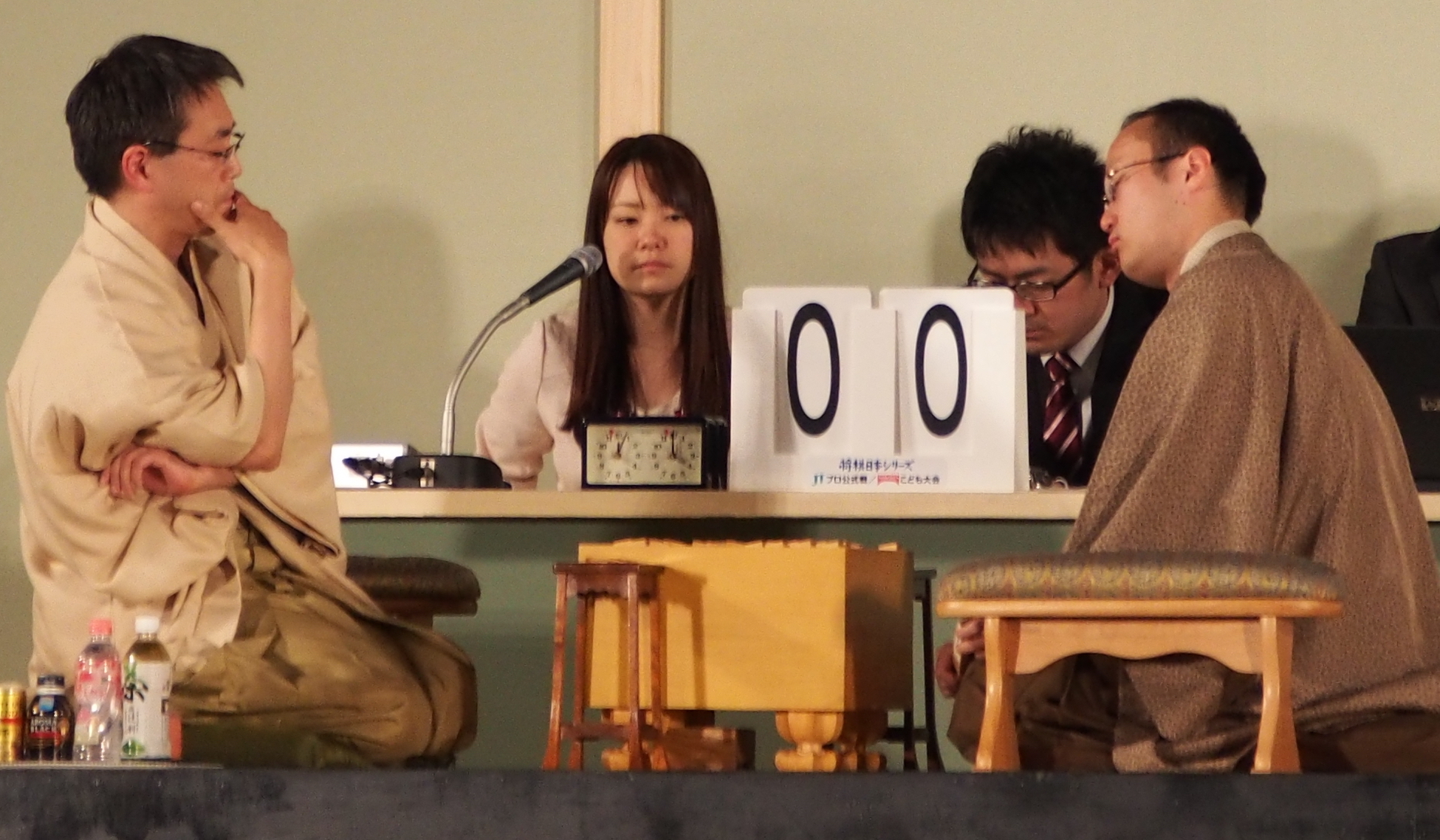
羽生善治（左）と渡辺明（右）

棋士（きし）は、将棋用語としては俗に「将棋指し」「プロ棋士」ともいい、本将棋を職業（専業）とする人のこと。現代では日本将棋連盟に所属する四段以上の段位をもつ者を指す。
棋士以外の女性によるプロ制度「女流棋士」（女流のプロ）やアマチュアへの普及・指導を担当する「指導棋士」は棋士ではない。ただし、「棋士」「女流棋士」「指導棋士」を一律に「棋士（の先生）」と含めて表す場合がある（広義の「棋士」）。
また、日本将棋連盟は各種アマチュア大会に出場するアマチュア（愛棋家）のことを「アマチュア棋士」ではなく「選手」と呼んでいる。
なお、囲碁の専業プロも「棋士」と称しているため、区別のために「将棋棋士」と表現する場合もある。

## 沿革

### 新聞棋戦と日本将棋連盟の誕生
江戸時代以前から素人玄人を問わず一般に将棋を指す者のことを「将棋指し」と言った。その後、大橋家・大橋分家・伊藤家の家元三家が将棋指衆として江戸幕府から扶持を与えられるようになり、将棋で収入を得るプロが確立された。これら家元三家に所属する者を「将棋師」と呼んだ。家元とは独立して在野で賭け将棋（真剣）をして収入を得ていた者もいたが、これらはただの将棋指しとして将棋師とは区別された。
江戸幕府の崩壊により将棋師は後ろ盾を失い、将棋師の系譜に属する者たち（家元の弟子筋の者たち）は、財界の支援者の援助を得たり、他の生業と並行して将棋を指したり、あるいは賭け将棋で生計を立てる真剣師となるなどして活動を続けた。この時代にはこれらの実力者たちを「棋客」などと呼んだ。
明治の中頃から新聞に将棋が掲載されるようになり、新聞社との契約で生計を立てる者が現れた（ほぼ全員が江戸時代の家元の弟子筋に当たる者である）。彼らは将棋団体や将棋専門紙を作り、離合集散を繰り返した。
1924年（大正13年）9月8日、ついに東京の将棋三団体が関根金次郎（十三世名人）の下で合併し、「東京将棋連盟」を結成した。1927年（昭和2年）には関西の将棋団体も合流して「日本将棋連盟」となり、1936年（昭和11年）に「将棋大成会」と改称、1947年（昭和22年）に現在の「日本将棋連盟」になる。統一的な将棋連盟が結成されることによって、なおかつ新聞紙上に実戦対局棋譜を掲載することによって、対局料や賞金による安定的な収入が得られるようになった。

### 「棋士」の誕生
将棋連盟結成と新聞棋戦賞金の収入によって専業プロの制度が確立するとともに棋客に代わって、「専門棋士」という呼称が広まった。当時は専門棋士の社会的地位は低く、特に田舎などではバクチ打ちの様にみなされていた。大山康晴（十五世名人）によれば、彼が少年の頃（昭和初期）には専業プロをすでに「専門棋士」と呼んでいたようであるから、大正頃に「専門棋士」という呼び方ができたと考えられる。
実際にプロが「棋士」と自称するのが一般的になるのは大山や戦後のプロからと思われる。現在では、日本将棋連盟の「棋士」がプロの正式名称である。
昭和9年（1934年）に大阪で升田幸三が初段になった頃までは、囲碁と同じく「初段からが専門棋士」だった。その頃、それと並行して奨励会ができた（東京は昭和3年（1928年）、大阪は昭和10年（1935年））ことをきっかけに、「（奨励会を卒業して）四段からプロ棋士」という制度が確立していった。

### 棋士番号
日本将棋連盟では、棋士（引退棋士を含む）に対して「棋士番号」を付与している（将棋棋士一覧 を参照）。
棋士番号制度が始まったのは1977年4月1日であり、同日の時点での現役棋士と引退棋士（存命者）に対し、棋士となった年月日（四段になった日付
）の順番に、金易二郎（名誉九段、1912年四段）を棋士番号1番とした通し番号を「棋士番号」として付与した。以後、毎年新たに棋士となった者に、順次、棋士番号を付与している。なお、1977年3月までに死去または退会した棋士に対しては、棋士番号を付与していない。
なお、棋士番号制度導入後に日本将棋連盟を退会・廃業した棋士の棋士番号は欠番として扱っており、2022年11月2日現在、永作芳也に付与されていた「139番」と橋本崇載に付与されていた「239番」が欠番となっている。

### 所属
棋士・女流棋士は、東京の将棋会館か大阪の関西将棋会館のどちらか一方を主な対局地としており、東西のどちらに所属しているのかを、東京本部所属(または関東所属)、関西本部所属(または関西所属)として表す。対局者両名の所属が東西で分かれている場合には、序列上位者の対局地に下位者が赴き対局が行なわれることが多いが、順位戦等で対局地の割り当て均等化などの場合には必ずしもこの限りではない。東西の所属先の変更は任意で、年度の途中で所属を変更する者もいる。

## 棋士の称号
- 棋士は一般的に「氏名 段位」の形式で呼ばれる。
- ただし、タイトル保持者は「氏名 タイトル名」とタイトル名を称号として用いる。
- 複数タイトル保持者の場合は、別格タイトルである竜王と名人が優先される（例：竜王と王位を保持する場合は単に「氏名 竜王」となる）。

- その他のタイトルを複数保持する者については保持しているタイトル名を全て並べて「氏名 王位・叡王・棋聖」のような形式（タイトルの順序はタイトル戦の公式な格付け順）で呼ぶ（2020年10月以降の将棋連盟における表記）。
  - ただし、新聞などにおいてタイトル名を全て並べるのではなく「氏名 ○冠」という呼び方を継続しているのは、羽生善治が「竜王」「名人」どちらのタイトルも保持しない「複数タイトル保持者」だった時期が1997年から2001年まで続いた、当時の名残である。
  - 竜王戦を主催する読売新聞では、名人を含む他のどのタイトルよりも竜王が最優先になる。複数のタイトルを保持している場合は、竜王以外のタイトルの挑戦手合に関する報道では「（タイトル）保持者の竜王」という特殊な表現をする。
  - 名人戦と王将戦の2つのタイトルを主催する毎日新聞に限り、王将のタイトルを既に保持している者がA級順位戦を制して名人戦の挑戦者になった場合は同時に竜王を保持していても「氏名 王将」と表記する[3]。
- この他、特別の称号として永世称号・名誉称号などを持つ棋士がいる。

### 永世称号・名誉称号など
注：太字の棋士名は現在の日本将棋連盟が公認している称号のうち、現時点で名乗ることのできるもの。
注：※印は現在の日本将棋連盟が公認している称号のうち、引退後に名乗ることのできるもの。
| 家元制・世襲制および推挙制 | |
| \| - 初代大橋宗桂（一世名人） - 二代大橋宗古（二世名人） - 初代伊藤宗看（三世名人） - 五代大橋宗桂（四世名人） - 二代伊藤宗印（五世名人） - 三代大橋宗与（六世名人） - 三代伊藤宗看（七世名人） \| - 九代大橋宗桂（八世名人） - 六代大橋宗英（九世名人） - 六代伊藤宗看（十世名人） - 八代伊藤宗印（十一世名人） - 小野五平＿＿（十二世名人） - 関根金次郎＿（十三世名人） \| | |
| 実力制名人の永世称号 (1949年以降) | |
| - 木村義雄（十四世名人） - 大山康晴（十五世名人） - 中原誠＿（十六世名人） - 谷川浩司（十七世名人） - ※森内俊之（十八世名人資格保持者） - ※羽生善治（十九世名人資格保持者） | |
| - 初代大橋宗桂（一世名人） - 二代大橋宗古（二世名人） - 初代伊藤宗看（三世名人） - 五代大橋宗桂（四世名人） - 二代伊藤宗印（五世名人） - 三代大橋宗与（六世名人） - 三代伊藤宗看（七世名人） | - 九代大橋宗桂（八世名人） - 六代大橋宗英（九世名人） - 六代伊藤宗看（十世名人） - 八代伊藤宗印（十一世名人） - 小野五平＿＿（十二世名人） - 関根金次郎＿（十三世名人） |

| - 初代大橋宗桂（一世名人） - 二代大橋宗古（二世名人） - 初代伊藤宗看（三世名人） - 五代大橋宗桂（四世名人） - 二代伊藤宗印（五世名人） - 三代大橋宗与（六世名人） - 三代伊藤宗看（七世名人） | - 九代大橋宗桂（八世名人） - 六代大橋宗英（九世名人） - 六代伊藤宗看（十世名人） - 八代伊藤宗印（十一世名人） - 小野五平＿＿（十二世名人） - 関根金次郎＿（十三世名人） |

## 棋士の序列
1. 竜王または名人。竜王と名人が別人の場合、他に保持しているタイトル数が多い方[4]。保持しているタイトル数が同じ場合は、棋士番号の小さい方が上位[4]。
2. タイトル保持者。保持タイトル数の多い方[4]。保持しているタイトル数が同じ場合、日本将棋連盟が定める序列がより上位のタイトルを保持している方が上位[5]。
3. 永世名人襲位者[6]
4. 永世称号襲位（就位）者。
5. 永世称号資格者。永世称号資格を先に取得した方が上位[4]。
6. 上記以外。高段者が上位。同段位の場合、より早くその段位になった者が上位[4]。

なお、以前は「前竜王」「前名人」という称号が存在していた。4と5の間の序列であり、前竜王と前名人が別人の場合、竜王または名人を失ってからの期間が短い方が上位となっていたが、1994年に米長邦雄前名人、佐藤康光前竜王が名乗って以来四半世紀にわたって誰も名乗ることがなく、有名無実化していたため、日本将棋連盟は2019年度をもって廃止することを発表した。

## 棋士の呼称
将棋ファンのプロ棋士に対する呼称
将棋ファンが棋士の名前を言う場合、以下のパターンがある。
1. 姓+名呼び捨て
2. 姓のみ呼び捨て（一部の棋士は名のみ呼び捨て）
3. 姓+段位/タイトル
4. 姓+名+段位/タイトル
5. 姓+先生
6. タイトルのみ
7. あだ名
8. 姓名+さん

1,2は中立的かややぞんざいなニュアンスで、対局を観戦するときや、対局レースにだれが勝ち上がるかといった会話のときに用いられる。3,4は丁寧な言い方でこれもよく用いられる。5は丁寧だが3,4よりは丁寧さでは劣り、その棋士と直接話したことがあるか、その棋士のかなりのファンであるか、棋士を相当目上視しているかのニュアンスがともなう。6はそのときのタイトルホルダーである棋士について、「王位と名人が今度当たりますよね」のように、代名詞的に用いるものである。棋士は一部のファンから非公式にあだ名がつけられており、スポーツ選手よろしくあだ名で呼ばれることがある。これは特にネット上で多い。棋士のあだ名は将棋用語ではないが、ネット上で対局を観戦する人にとっては将棋界のジャーゴンの一種になっている。8は棋士らしさはないが無難な呼び方。

## 女流棋士と指導棋士
棋士（狭義。本記事の主題）と同じく、日本将棋連盟に所属する「本将棋を職業〈専業〉とする人」として、
- 女流棋士のうち、日本将棋連盟に所属する者

- 指導棋士

がいる。
女流棋士には、日本女子プロ将棋協会（LPSA）に所属する者、連盟／LPSAのいずれにも所属せずに「フリー」の立場の者もおり、連盟所属の女流棋士と同じ立場で女流棋戦に参加している。女流棋士の制度は、棋士の制度（性別不問）と異なり、女性限定の制度である。彼女らは四段の棋士としてプロ入りしていないため（狭義の）棋士ではない。
棋士が全員、日本将棋連盟の正会員であるのに対し、従来、女流棋士は、日本将棋連盟所属であっても、正会員ではなかった。しかし、2010年11月12日の臨時総会で「女流四段以上またはタイトル経験者」という条件付きで女流棋士も正会員とすることが決議された（なお、女流棋士であっても、日本将棋連盟に入会していることなどの条件が満たされなければ同連盟の正会員には該当しない（定款第5条第1項第1号））。
指導棋士はアマチュアへの普及・指導を担当するが、正会員（棋士）ではない。かつては段位を「準棋士○段」としていたが、現行では「指導棋士○段」となっている。

## 棋士になるための道
棋士になるための現行の制度について解説する。

### 通常のコース
新進棋士奨励会に入会してプロを目指すのが、通常のコースである。新進棋士奨励会は、単に「奨励会」と呼ばれることが多い。
奨励会に入会するには、棋士の推薦が必要なほか、下部組織の研修会で所定の成績を挙げるか、入会試験に合格しなければいけない。多くの場合、奨励会入会時の段級位は6級である。所定の成績を収めるごとに、1級あるいは1段ずつ昇級昇段していく。三段に上がると、半年に1期（1回）行われる三段リーグに入り、上位2名もしくは次点を2回取る（リーグ3位を2回か、リーグ3位を1回に加えて棋戦において所定の成績をおさめ、三段リーグで降級点を回避する）と、四段に昇段すると同時に棋士（連盟正会員）となる。
6級でも都道府県のアマチュアトップクラスか、それに近い棋力があると言われる。そのような少年少女のみが入会し、しのぎを削る奨励会であるが、四段になれるのは、入会者全体のおよそ15%ほどである。

### 棋士編入試験制度
瀬川晶司のプロ編入をきっかけに、アマチュア選手が棋士になる道筋が模索された。2014年4月に「プロ編入試験」が制度化された。同試験は、2019年10月に「棋士編入試験」と名称が変更された。この制度を利用すれば、アマチュア選手や女流棋士が、奨励会を経ることなく棋士となることが可能である。下記は、2021年2月5日現在の規定による。受験料は50万円（消費税を含まず）である。
受験資格
アマチュアまたは女流棋士であって、棋士の公式戦にアマチュア枠や女流枠から出場し、以下のいずれかの基準を1つ満たすこと。加えて「四段以上の連盟正会員（＝棋士）」の推薦を要する。
1. 最も良いところから見て10勝以上、かつその間の勝率が6割5分以上の成績を収めること[9]
2. 以下の各棋戦のいずれか1つにおいて所定の成績を収めること（2021年2月より追加）[16]

（下表を参照）
| 対象となる公式棋戦 | 対象となる公式棋戦 | 0出場枠の有無0 | 0出場枠の有無0 | 棋士編入試験 受験資格取得の要件 (必要な勝ち数の目安) | 棋士編入試験 受験資格取得の要件 (必要な勝ち数の目安) |
| ------------------ | ------------------ | -------------- | -------------- | ---------------------------------------------------- | --- |
| タイトル棋戦       | 竜王戦             | アマチュア枠   | 0女流枠0       | ランキング戦 優勝 (6組の場合 6-7勝)                  | 左記の各条件を満たさない場合に、各公式棋戦を通じ、最も良いところから見て10勝以上、かつ、その間の勝率が6割5分以上の成績を収めること (勝敗数の例: 10-5、12-6、13-7、15-8、17-9、など) |
| タイトル棋戦       | 王位戦             | -              | 女流枠         | 挑戦者決定リーグ 入り (予選4-5勝)                    | 左記の各条件を満たさない場合に、各公式棋戦を通じ、最も良いところから見て10勝以上、かつ、その間の勝率が6割5分以上の成績を収めること (勝敗数の例: 10-5、12-6、13-7、15-8、17-9、など) |
| タイトル棋戦       | 王座戦             | -              | 女流枠         | 挑戦者決定トーナメント ベスト8 (予選7-8勝+本戦1勝)   | 左記の各条件を満たさない場合に、各公式棋戦を通じ、最も良いところから見て10勝以上、かつ、その間の勝率が6割5分以上の成績を収めること (勝敗数の例: 10-5、12-6、13-7、15-8、17-9、など) |
| タイトル棋戦       | 棋王戦             | アマチュア枠   | 女流枠         | 挑戦者決定トーナメント ベスト8 (予選4-5勝+本戦2勝)   | 左記の各条件を満たさない場合に、各公式棋戦を通じ、最も良いところから見て10勝以上、かつ、その間の勝率が6割5分以上の成績を収めること (勝敗数の例: 10-5、12-6、13-7、15-8、17-9、など) |
| タイトル棋戦       | 叡王戦 (第3-5期)   | (アマチュア枠) | (女流枠)       | -                                                    | 左記の各条件を満たさない場合に、各公式棋戦を通じ、最も良いところから見て10勝以上、かつ、その間の勝率が6割5分以上の成績を収めること (勝敗数の例: 10-5、12-6、13-7、15-8、17-9、など) |
| タイトル棋戦       | 棋聖戦             | -              | 女流枠         | 決勝トーナメント ベスト8 (予選7勝+本戦1勝)           | 左記の各条件を満たさない場合に、各公式棋戦を通じ、最も良いところから見て10勝以上、かつ、その間の勝率が6割5分以上の成績を収めること (勝敗数の例: 10-5、12-6、13-7、15-8、17-9、など) |
| 一般棋戦           | 朝日杯             | アマチュア枠   | 女流枠         | 本戦トーナメント ベスト4 (予選5-6勝+本戦2勝)         | 左記の各条件を満たさない場合に、各公式棋戦を通じ、最も良いところから見て10勝以上、かつ、その間の勝率が6割5分以上の成績を収めること (勝敗数の例: 10-5、12-6、13-7、15-8、17-9、など) |
| 一般棋戦           | 銀河戦             | アマチュア枠   | 女流枠         | 決勝トーナメント ベスト4 (ブロック戦3勝以上+本戦2勝) | 左記の各条件を満たさない場合に、各公式棋戦を通じ、最も良いところから見て10勝以上、かつ、その間の勝率が6割5分以上の成績を収めること (勝敗数の例: 10-5、12-6、13-7、15-8、17-9、など) |
| 一般棋戦           | NHK杯              | -              | 女流枠         | 本戦トーナメント ベスト4 (本戦4勝)                   | 左記の各条件を満たさない場合に、各公式棋戦を通じ、最も良いところから見て10勝以上、かつ、その間の勝率が6割5分以上の成績を収めること (勝敗数の例: 10-5、12-6、13-7、15-8、17-9、など) |
| 一般棋戦           | 新人王戦           | アマチュア枠   | 女流枠         | 優勝 (5-6勝)                                         | 左記の各条件を満たさない場合に、各公式棋戦を通じ、最も良いところから見て10勝以上、かつ、その間の勝率が6割5分以上の成績を収めること (勝敗数の例: 10-5、12-6、13-7、15-8、17-9、など) |
| 一般棋戦           | 加古川青流戦       | アマチュア枠   | 女流枠         | -                                                    | 左記の各条件を満たさない場合に、各公式棋戦を通じ、最も良いところから見て10勝以上、かつ、その間の勝率が6割5分以上の成績を収めること (勝敗数の例: 10-5、12-6、13-7、15-8、17-9、など) |
| 一般棋戦           | YAMADA杯           | アマチュア枠   | -              | -                                                    | （棋戦休止終了） |

- アマチュア選手の出場枠があるプロ公式棋戦は以下の6棋戦。
  - タイトル棋戦：竜王戦・棋王戦
    - 叡王戦の第3-5期ではアマチュア枠が設けられていた。

  - 一般棋戦：朝日杯将棋オープン戦・銀河戦・新人王戦・加古川青流戦
    - 2016-2019年度の4年間実施されたYAMADAチャレンジ杯にもアマチュア枠が設けられていた。
- 女流棋士の出場枠があるプロ公式棋戦は、上記6棋戦に以下の4棋戦を加えた10棋戦。
  - 王位戦・王座戦・棋聖戦 および NHK杯
    - 叡王戦の第3-5期では女流枠が設けられていた。

試験方法
- 受験希望者は、受験資格を満たした日から1か月以内に受験を申請しなければならない[9]。試験の内容はプロ棋士との対局5局で、3勝すれば合格となる。試験官となるプロ棋士は、棋士番号の大きい順、すなわち申請受理時点より直近に棋士になった順で選ばれる。申請が受理された月の2か月後から1か月に1局ずつ指され、受験者が3勝または3敗した時点で終了し、以降の対局は行われない[9]。
- 受験者が5対局の中で3勝すれば合格し、4月1日付もしくは10月1日付（いずれか近い日付）で棋士（フリークラスの四段）となる[9]。
- 持時間は3時間。第1局は振り駒で先手番・後手番を決定し、第2局以降は1局ごとに受験者が手番を交代する[9]。

| 受験資格者 (受験資格を得た成績) | 受験資格者 (受験資格を得た成績) | 試験実施 年度   | 編入試験 結果 （5番勝負） |
| ------------------------------- | ------------------------------- | --------------- | ------------------------- |
| 今泉健司                        | 10勝4敗                         | 2014            | 3勝1敗 / 合格             |
| 稲葉聡                          | 10勝4敗                         | (2016)          | (申請せず)                |
| 加來博洋                        | 10勝4敗                         | (2016)          | (申請せず)                |
| 折田翔吾                        | 10勝2敗                         | 2019            | 3勝1敗 / 合格             |
| 里見香奈                        | 10勝4敗                         | 2022 (8月-12月) | 0勝3敗 / 不合格           |
| 小山怜央                        | 10勝5敗                         | 2022 (11月-3月) | 3勝1敗 / 合格             |
| 西山朋佳                        | 13勝7敗                         | 2024 (9月-1月)  | 2勝3敗 / 不合格           |
| 制度化以前(ともに6番勝負)       |                                 |                 |                           |
| 花村元司                        | -                               | 1944            | 4勝2敗 / 合格             |
| 瀬川晶司                        | 17勝6敗                         | 2005            | 3勝2敗 / 合格             |

実施状況
これまでに棋士編入試験受験資格を得たのは今泉健司、稲葉聡、加來博洋、折田翔吾、里見香奈（現姓福間）、小山怜央、西山朋佳の7名である。小山は唯一、奨励会の経験がないままで棋士編入試験の受験資格を得ている。小山を除く6名は奨励会退会者であり、この6名のうち稲葉以外の5名（今泉、加來、折田、里見、西山）、また特例扱いの瀬川については、いずれも元奨励会三段である。
- 受験者から見た通算での棋戦成績は11勝9敗（2024年度、西山朋佳の受験までの通算成績）。制度化以降、第5局まで実施した事例は西山朋佳（2024年度）のみ。第3局で終了したのは福間香奈（2022年度）のみ。
- 2014年9月、元奨励会三段の今泉健司が7月に竜王戦・朝日杯将棋オープン戦・銀河戦で良い所からみて10勝4敗（勝率7割1分4厘）で条件を満たし、第一号として受験[19]。12月8日に編入試験3勝を挙げ、通算3勝1敗で合格を果たした[20]。翌2015年4月1日付で四段昇段し棋士となった。
- 2016年6月に稲葉聡と加來博洋が受験資格を満たしたが、権利を行使しなかった。
- 2019年8月に折田翔吾が銀河戦での勝利により良い所からみて10勝2敗（勝率8割3分3厘）で受験資格を満たし、受験を表明した[21]。2020年2月25日に編入試験3勝を挙げ、通算3勝1敗で合格を果たした[22]。同2020年4月1日付で四段昇段し棋士となった。
- 2022年5月に女流棋士の里見香奈が第48期棋王戦予選8組決勝で勝利し、公式棋戦で女性として初の本戦進出を達成すると同時に、良い所からみて10勝4敗（勝率7割1分4厘）で女流棋士・女性としては初めて受験資格を満たし、6月24日に棋士編入試験の受験申込が受理された[23]。編入試験が行われる8月-12月と同時期に、里見は3つの防衛棋戦（女流王座戦・女流王将戦・倉敷藤花戦）と2つの挑戦棋戦（清麗戦・白玲戦）の5つの女流タイトル棋戦が編成されており、これらと並行しながらの編入試験が実施された。編入試験の結果、0勝3敗で里見は初の棋士編入試験不合格者となった。
- 2022年9月13日、小山怜央が第16回朝日杯一次予選6組準決勝での勝利により、公式戦の成績を良い所からみて10勝5敗（勝率0.667）として「棋士編入試験」の受験資格を得た。小山は2016年度に三段編入試験を受験したが不合格となっており、奨励会への入会経験なく棋士編入試験の受験資格を得たのは史上初となる。9月28日付で棋士編入試験の受験申込が受理され、2022年11月-翌2023年3月に前述の里見の時と同じ試験官5人により編入試験が行われる[24]。小山アマと前述の里見女流の二人の編入試験が立て続けで行なわれ[注釈 24]、同一年度で初の複数人による編入試験の受験となった。2023年2月13日に編入試験3勝を挙げ、通算3勝1敗で合格を果たし、同2023年4月1日付で四段昇段し棋士となる。
- 2024年7月4日、西山朋佳女流三冠が第18回朝日杯一次予選での勝利により、公式棋戦成績を13勝7敗（勝率0.650）として「棋士編入試験」資格を得た。女性・女流棋士の棋士編入試験の受験資格獲得は福間香奈(当時は里見姓)以来2年ぶり2人目。西山は後述のように、2023年に資格獲得まで残り1勝に迫った状況から3連敗をして一度は後退するも、2024年1月以降の公式棋戦成績を5勝1敗として資格獲得に至った。同年7月25日に西山からの棋士編入試験申込を日本将棋連盟が受理し、2024年9月から翌2025年1月まで各月1局ずつ最大5局の棋士編入試験が、3勝または3敗するまで行われる。なお、編入試験と同時期に、第4期白玲戦、第46期女流王将戦の2つの防衛戦、および挑戦者として戦う第14期女流王座戦という3つの女流タイトル戦が並行して行われる日程となった。編入試験では第1局で女性受験生初勝利を挙げ、その後第4局までを2勝2敗として棋士編入試験の制度化以降初めて第5局の実施となった。しかしながら西山は第5局で敗れ、2人目の不合格者となった。

- 資格要件に迫る成績例
  - 2020年7月、西山朋佳女流三冠（当時）は、第92期棋聖戦一次予選凖決勝での勝利で直近の公式棋戦成績を10勝5敗（勝率6割6分7厘）とし、棋士編入試験の受験資格獲得相当の成績を挙げたが、当時の西山は女流棋士の資格を持たない奨励会員（三段）であったために編入試験の対象外であった。西山はその後、棋聖戦では女性として初めて二次予選に進出し、更に二次予選の決勝まで勝ち進んだがここで敗退し、公式棋戦で女性として初の本戦進出はならなかった。
  - 2022年9月、アマチュアの早咲誠和は第16回朝日杯将棋オープン戦の一次予選一次予選2回戦に勝利して、11年10ヶ月弱の期間をかけて直近の公式棋戦成績を良い所から見て12勝7敗（勝率6割3分2厘）とし、棋士編入試験の受験資格獲得まであと1勝としたが、同日午後の3回戦で敗戦し編入試験資格を逃している。

棋士編入する女流棋士の棋戦参加
上記の棋士編入試験に女流棋士が合格した場合、日本将棋連盟は次のように規定し、合格者は女流棋戦とプロ棋士公式棋戦の両方への出場が認められる。
| 女流棋士、女性奨励会員の棋戦参加について（原文ママ） 女流棋士がプロ棋士編入試験に合格した場合、また女性奨励会員が四段の資格を得た場合の規定を下記の通り決定いたしました。 １．女流棋士がプロ棋士編入試験に合格した場合、女流棋戦、及びプロ棋士公式棋戦の両方に出場することが出来る。 ２．奨励会に所属している女性が四段に昇段をした場合、女流棋士申請を行うことが出来る。ただし、申請期間は昇段日から２週間以内とする |

### 女流棋士からの編入
女流棋士のうち、女流タイトル戦「白玲戦」で「白玲」を通算5期獲得し「クイーン白玲」の資格を得た者は、四段の棋士としてフリークラスに編入される権利を得る。他のフリークラス編入棋士と同様に、10年以内に既定の成績を満たさない場合は棋士の資格については引退となる。
この制度は2025年6月の棋士総会において賛成多数で可決され、制度化が決定した。

### その他
直接プロになる制度ではないが、奨励会の上位に編入できる制度がある。
- 三段編入試験
- 初段受験制度

## 引退
棋士は自己の意思で引退や日本将棋連盟からの退会ができるが、引退後も退会しなければ、依然として正会員であり、現役棋士との違いは「公式戦を対局する資格を失う」のみである（「引退棋士」「退役棋士」と呼ばれる）。なお、1977年4月1日の棋士番号制度（上述）の制定以後、棋士が連盟を退会した例は永作芳也（1988年退会、当時32歳）と橋本崇載（2022年退会、当時39歳）の2名である。
自己の意思以外での引退の規定は下記の通りである。
1. フリークラス編入者の場合
1：フリークラスに編入された棋士（順位戦C級2組からの降格者、もしくは、フリークラス編入試験合格によるプロ昇格者）が次に該当した場合、引退となる。
- 編入後10年以内または満60歳の誕生日を迎えた年度が終了するまで（以下「年限」）に順位戦C級2組に上がれなかった場合
- または60歳を迎えた後にC級2組から降級した場合

（フリークラスに編入された者であって、最後の編入の後に順位戦出場の条件を満たしていない者が順位戦出場をするための条件については「順位戦#フリークラス編入者の順位戦出場条件」を参照。）
2：ただし、順位戦以外の棋戦で以下の表の成績を挙げた場合は、該当棋戦に限って翌年度も出場できる（2010年7月9日改定）。
| 棋戦名     | 棋戦名                                       | 次期の同一棋戦参加条件                                  | 備考 |
| ---------- | -------------------------------------------- | ------------------------------------------------------- | --- |
| タイトル戦 | 竜王戦                                       | 4組以上在籍 （5組在籍でも2年間は可[注釈 25]）           | 「年限」到達時に ・達成済みの成績、あるいは ・進行中の棋戦での成績。 「年限」到達後の達成も含まれる[注釈 26]。 |
| タイトル戦 | 王位戦※、 王座戦、 棋王戦、 棋聖戦、 王将戦※ | 本戦ベスト4以上 ※印の棋戦のベスト4は、 リーグ残留の意。 | 「年限」到達時に ・達成済みの成績、あるいは ・進行中の棋戦での成績。 「年限」到達後の達成も含まれる[注釈 26]。 |
| 一般棋戦   | 朝日杯、 NHK杯戦                             | 本戦ベスト4以上                                         | 「年限」到達時に ・達成済みの成績、あるいは ・進行中の棋戦での成績。 「年限」到達後の達成も含まれる[注釈 26]。 |
| 一般棋戦   | 銀河戦                                       | 優勝 または 準優勝                                      | 「年限」到達時に ・達成済みの成績、あるいは ・進行中の棋戦での成績。 「年限」到達後の達成も含まれる[注釈 26]。 |
この制度によって出場を続けることになった棋士はこれまでに3名いる。
藤倉勇樹（第34期竜王戦-第35期竜王戦、いずれも5組在籍）
桐山清澄（第34期竜王戦-第35期竜王戦、いずれも5組在籍）
川上猛（第37期竜王戦-、4組在籍）

- 竜王戦5組残留による現役継続（竜王戦のみの出場資格）となった事例は、2019年度に第33期竜王戦で5組残留を決めた藤倉勇樹が初である。また同年度、桐山清澄も藤倉と同条件で竜王戦のみ出場資格を得た。藤倉と桐山の両名の事例は「現役継続制度」制定後、初の適用例となった。藤倉と桐山は2期連続5組残留で竜王戦のみの現役を続けたものの、4組に昇級出来ず引退となった。
- 竜王戦4組残留による現役継続（竜王戦のみの出場資格）となった事例は、2023年度に第36期竜王戦で4組残留を決めた川上猛が初である。

2. フリークラス宣言者の場合
自らフリークラス宣言をしてフリークラスへ転出した棋士が、転出後、順位戦在籍可能最短年数（転出の時点から仮に順位戦で全て降級・降級点ばかりを続けた場合のC級2組からの陥落までの年数）に15年を加えた年数が過ぎれば引退。または、満65歳の誕生日を迎えた年度が終了すれば引退。なお、フリークラス宣言者の場合は、上記の棋戦ごとの延長措置は適用されない。

### 引退の日付
引退の日付は、引退が決まった年度に勝ち残っていた棋戦の最終対局日で、テレビ棋戦の場合は対局の放映日である（2010年2月24日改定）。

## 将棋史上の代表的な棋士

### タイトル経験者
下記を参照。
- タイトル獲得記録 - タイトル戦の番勝負に登場した全棋士の獲得回数・登場回数ランキング。
- 将棋のタイトル在位者一覧 - 各年・各タイトルの獲得者を年表形式で記述。
- 将棋のタイトル戦結果一覧 - 上記に加え、スコアと敗者の名前も記載。

### 歴代の強豪棋士
- 初代大橋宗桂（1555 - 1634）

徳川家康に仕え、将棋所を名乗ったことから初代名人とされる。将棋家元三家の本流である、大橋本家の祖（ほかは大橋分家、伊藤家）。戦国時代から江戸時代初期の人物。
- 三代伊藤宗看（1706 - 1761）

七世名人。「鬼宗看」。詰め将棋作りでも知られ、将軍家に「将棋無双」を献上した。
- 六代大橋宗英（1756 - 1809）

九世名人。通称「鬼」。「宗英以前に宗英無く、宗英以後にも宗英無し」と呼ばれ、負けにくい棋風から「近代将棋の祖」とされている。江戸時代後半に活躍。
- 天野宗歩（1816 - 1859）

名人や将棋家当主（家元）にはならなかったものの、実力は高く評価されており、「棋聖」と呼ばれる。幕末に活躍。
- 坂田三吉（1870 - 1946）

明治から昭和の初期にかけて活動した棋士。贈名人・王将。その生涯が何度も映画化された。
- 関根金次郎（1868 - 1946）

十三世名人。明治から昭和の初期にかけて活躍した棋士であり、坂田三吉の最大のライバル。自ら名人位を退き、実力制名人制度を確立した。
- 木村義雄（1905 - 1986）

初の実力制名人（通算8期）。十四世名人。通称「常勝将軍」。第二次世界大戦の前後に活躍。
- 升田幸三（1918 - 1991）

初の三冠独占者。通算獲得タイトル7期（うち名人2期）。独創的な序盤戦術の開発のことを、自ら「新手一生」と呼称。
- 大山康晴（1923 - 1992）

升田から三冠すべてを奪い独占。また、初の四冠・五冠独占者。通算獲得タイトル80期（うち名人18期）。十五世名人。昭和期に長く活躍し、一時代を築く。通算1433勝（歴代2位）。タイトル戦連続19獲得・連続50出場記録、タイトル挑戦（66歳）・順位戦A級維持（69歳）の最年長記録。
- 加藤一二三（1940 - ）

通算獲得タイトル8期（うち名人1期）。当時史上最年少となる14歳でのプロ棋士資格。連続昇級による18歳でのA級棋士と20歳での名人戦挑戦（最年少記録）。A級順位戦通算149勝（歴代1位）。62歳のA級在位（歴代2位）。初の1000敗達成。史上初の勤続60年。公式戦の生涯対局数は2505局（歴代1位）。通称「神武以来（じんむこのかた）の天才」。
- 米長邦雄（1943 - 2012）

四冠達成。通算獲得タイトル19期（うち名人1期）。永世棋聖。49歳での名人位獲得は史上最年長記録（「50歳名人」）。中原との対局数187局は同一カード対局数1位（百番指しを参照）で、中原・米長時代とも呼ばれた。終盤の粘りから「泥沼流」と名付けられる。現役引退後は連盟会長として電王戦やネット将棋の振興など普及に尽力した。
- 中原誠（1947 - ）

五冠達成（六冠独占をかけて加藤一二三棋王に挑戦するも、阻まれる）。通算獲得タイトル64期（うち名人15期）。十六世名人。大山から次々とタイトルを奪うなど昭和後期から平成初期に活躍。1967年度には年間勝率.855を記録（歴代1位）。よどみない指し回しは「自然流」と称された。
- 谷川浩司（1962 - ）

四冠達成。通算獲得タイトル27期（うち名人5期）。十七世名人。21歳での名人位獲得は史上最年少記録。終盤の鋭い攻めは「光速の寄せ」と呼ばれる。
- 羽生善治（1970 - ）

ともに初となるタイトル七冠独占、永世七冠および名誉NHK杯選手権者資格の保持者。通算獲得タイトル99期（歴代1位、うち名人9期）。27年連続タイトル保持（歴代1位）。王座で同一タイトル獲得・連覇記録(19連覇を含む通算24期)。NHK杯で4連覇を含む11回優勝。通算勝利数1500勝は歴代1位（更新中）。平成期に活躍する「羽生世代」の第一人者。
- 佐藤康光（1969 - ）

通算獲得タイトル13期（うち名人2期）。永世棋聖資格者。読みの深さは「1秒間に1億と3手読む」と称されている。
- 森内俊之（1970 - ）

通算獲得タイトル12期（うち名人8期）。十八世名人資格者。名人戦で幾度となく羽生と激闘を繰り広げた。堅い指し筋から「鉄板流」と呼ばれる。
- 渡辺明（1984 - ）

通算獲得タイトル31期（うち名人3期）。永世竜王・永世棋王資格者。20歳で竜王を獲得し9連覇。
- 豊島将之（1990 - ）

史上9人目の三冠達成。史上4人目の「竜王・名人」。「序盤、中盤、終盤、隙がない」と評されるオールラウンドプレーヤー。
- 藤井聡太（2002 - ）

史上最年少（14歳2か月）で四段昇段（プロ入り）を果たすと、そのまま無敗で公式戦最多連勝記録（29連勝）を樹立。10代での全棋士参加棋戦優勝・タイトル獲得・九段昇段、史上初のタイトル八冠独占をはじめ、史上最年少名人獲得、史上5人目の「竜王・名人」、史上最年少の永世称号（永世棋聖資格）など多くの最年少記録を更新。

### 著名なアマチュア
- 檜垣是安（生没年不明）

雁木囲いの考案者とされる。初代伊藤宗看との間で行われた、「是安吐血の局」と呼ばれる一局が有名。
- 小池重明（1947 - 1992）

第34・35回全日本アマチュア名人戦のアマ名人。第6回読売アマ実力日本一優勝。「新宿の殺し屋」「プロ殺し」の異名を持つ。

### 中学生棋士
2025年現在、中学生時点で四段への昇段を決めた者は以下の5名である（四段昇段時年少順）。
1. 藤井聡太（四段昇段 2016年、14歳2か月、初の21世紀生まれ棋士・初の全八冠制覇・最年少タイトル<2020年>・最年少名人<2022年>・最年少永世称号<2024年>・名人在位中）
2. 加藤一二三（四段昇段 1954年、14歳7か月、最年少A級<順位戦>・タイトル合計8期）
3. 谷川浩司（四段昇段 1976年、14歳8か月、名人最速獲得・名人獲得年少記録2位<2022年まで最年少>・タイトル合計27期）
4. 羽生善治（四段昇段 1985年、15歳2か月、初の全七冠制覇・初の永世七冠・最多タイトル獲得<合計99期>）
5. 渡辺明（四段昇段 2000年、15歳11か月、初の永世竜王・タイトル合計31期）

上記のうち、谷川と藤井は中学2年であった（加藤は早生まれのため中学3年であった）。藤井は中学在学中に公式戦歴代記録を更新する29連勝を達成。段位も六段まで昇段し、全棋士参加棋戦での優勝も果たした。また、5人とも名人およびその他のタイトル獲得を経験しており、藤井は史上最年少20歳10か月での名人位獲得および史上最年少17歳11か月でのタイトル獲得を達成している。
上記の5名に続く記録として、16歳での四段昇段棋士を以下に挙げる。多くが順位戦A級在籍経験者である。
1. 佐々木勇気（16歳1か月、順位戦A級在籍中）
2. 塚田泰明（16歳3か月、順位戦A級在籍7期・王座獲得1期）
3. 阿部光瑠（16歳5か月）
4. 森内俊之（16歳7か月、十八世名人資格保持・タイトル合計12期）
5. 屋敷伸之（16歳8か月、順位戦A級在籍6期・棋聖獲得3期・タイトル獲得年少記録2位<2020年まで最年少>）
6. 炭﨑俊毅（16歳9か月）
7. 増田康宏（16歳10か月、順位戦A級在籍中）
8. 豊島将之（16歳11か月、竜王2期・名人1期・タイトル合計6期・初の平成生まれ棋士）

### 年長棋士（70代現役棋士）
2023年現在、75歳を過ぎて現役棋士だった者は以下の6名である（引退時年長順）。
1. 加藤一二三（77歳5か月、2017年引退／現役期間62年10か月 ） - 現役期間歴代最長。
2. 丸田祐三（77歳0か月、1996年引退／現役期間49年11か月 ）
3. 坂口允彦（76歳3か月、1985年引退／現役期間54年）
4. 内藤國雄（75歳4か月、2015年引退／現役期間56年5か月 ）
5. 角田三男（75歳1か月、1985年引退／現役期間50年5か月 ）
6. 小堀清一（75歳1か月、1987年引退／現役期間51年0か月 ）

上記のうち、加藤と丸田は現行の順位戦規定（60歳以上のC級2組在籍で降級点3点付与）による引退。内藤はC級2組在籍降級点1点で連盟へ引退届提出。坂口と小堀は旧降級点制度廃止期間中でC級2組在籍のまま連盟へ引退届提出。角田は旧降級点制度によりC級2組から陥落したが順位戦以外の公式戦に参加を続けていた。
上記の6名に続く記録として、70代前半（70歳～74歳）まで現役を続けた棋士を以下に挙げる。
1. 有吉道夫（74歳9か月、2010年引退／現役期間55年0か月 ）
2. 桐山清澄（74歳6か月、2022年引退／現役期間56年0か月 ）
3. 北村秀治郎（74歳4か月、1982年現役死去／現役期間38年4か月 ）
4. 富沢幹雄（73歳11か月、1994年引退／現役期間51年0か月 ）
5. 関根茂（72歳4か月、2002年引退／現役期間48年11か月 ）
6. 青野照市（71歳4か月、2024年引退／現役期間50年2か月 ）
7. 山中和正（71歳3か月、1986年引退／現役期間45年2か月 ）
8. 森雞二（71歳1か月、2017年引退／現役期間49年1か月 ）
9. 佐瀬勇次（71歳0か月、1990年引退／現役期間45年5か月 ）

### 叙勲受章棋士
28名の棋士が叙勲受章（2024年11月時点、木盃含む）
- 勲二等瑞宝章〈現：瑞宝重光章〉
  - 1992年〈平成04年〉07月：大山康晴 十五世名人（正四位 ※7月26日死亡叙勲）

- 勲三等旭日中綬章〈現・旭日中綬章〉
  - 1978年〈昭和45年〉11月：木村義雄 十四世名人[33]

- 勲四等旭日小綬章（現・旭日小綬章）[34]
  - 1978年〈昭和53年〉01月：塚田正夫 名誉十段（※1月16日死亡叙勲）
  - 1982年〈昭和57年〉04月：加藤治郎 名誉九段　
  - 1995年〈平成07年〉04月：丸田祐三 九段　　　
  - 1996年〈平成08年〉04月：原田泰夫 九段　　　
  - 2002年〈平成14年〉11月：二上達也 九段

- 勲四等瑞宝章〈現・瑞宝小綬章〉
  - 1970年〈昭和45年〉04月：土居市太郎 名誉名人 - 将棋界初の叙勲 [35]
  - 1970年〈昭和45年〉11月：金易二郎 名誉九段（従五位）
  - 1979年〈昭和54年〉11月：萩原淳 九段
  - 1980年〈昭和55年〉04月：渡辺東一 名誉九段
  - 1982年〈昭和57年〉11月：坂口允彦 九段

- 勲五等双光旭日章〈現・旭日双光章〉[36]
  - 1986年〈昭和61年〉04月：板谷四郎 九段
  - 1992年〈平成04年〉04月：山本武雄 八段
  - 1993年〈平成05年〉04月：佐瀬勇次 名誉九段
  - 1994年〈平成06年〉04月：高柳敏夫 名誉九段
  - 1997年〈平成09年〉04月：広津久雄 九段
  - 1998年〈平成10年〉11月：加藤博二 九段
  - 1999年〈平成11年〉04月：五十嵐豊一 九段

- 木盃
  - 1981年〈昭和56年〉08月：中井捨吉 八段（※死亡時）[32]

- 2003年5月20日 叙勲制度改正以降
  - 2006年〈平成18年〉04月：有吉道夫 九段 - 旭日双光章（21人目の叙勲）
  - 2006年〈平成18年〉11月：長谷部久雄 九段 - 旭日双光章[32]
  - 2010年〈平成22年〉04月：内藤國雄 九段 - 旭日双光章[37]
  - 2013年〈平成25年〉01月：米長邦雄 永世棋聖 - 旭日小綬章（※死亡叙勲）[34]
  - 2015年〈平成27年〉11月：大内延介 九段 - 旭日双光章[38]
  - 2016年〈平成28年〉11月：西村一義 九段 - 旭日双光章[39]
  - 2018年〈平成30年〉04月：加藤一二三 九段 - 旭日小綬章[40]
  - 2023年〈令和05年〉04月：勝浦修 九段 - 旭日双光章（28人目の叙勲）[41]

### 褒章受章棋士
16名の棋士が褒章受章（紫綬褒章13名・藍綬褒章3名、2024年11月時点）
- 紫綬褒章（13人受章）
  - 1960年〈昭和35年〉11月：木村義雄 十四世名人 - 将棋界初の褒章受章、初の「紫綬褒章」受章
  - 1973年〈昭和48年〉11月：升田幸三 九段
  - 1975年〈昭和50年〉11月：塚田正夫 九段
  - 1979年〈昭和54年〉04月：大山康晴 十五世名人
  - 1992年〈平成04年〉04月：二上達也 九段 - 将棋界8人目の褒章受章（紫綬褒章は5人目）
  - 2000年〈平成12年〉04月：加藤一二三 九段
  - 2003年〈平成15年〉11月：米長邦雄 永世棋聖
  - 2008年〈平成20年〉04月：中原誠 十六世名人
  - 2014年〈平成26年〉11月：谷川浩司 九段
  - 2017年〈平成29年〉04月：佐藤康光 九段
  - 2017年〈平成29年〉11月：森内俊之 九段
  - 2018年〈平成30年〉11月：羽生善治 九段
  - 2024年〈令和06年〉11月：渡辺明 九段 - 将棋界16人目の褒章受章（紫綬褒章は13人目）

- 藍綬褒章（3人受章）
  - 1981年〈昭和56年〉11月：丸田祐三 九段 - 将棋界初の「藍綬褒章」受章（褒章受章は5人目）
  - 1982年〈昭和57年〉11月：原田泰夫 九段
  - 1986年〈昭和61年〉04月：広津久雄 九段 - 将棋界7人目の褒章受章（藍綬褒章は3人目）

- 紺綬褒章
  - 羽生善治 九段（2024年03月23日）[42]

## 収入
棋士の主な収入源は棋戦に出場することで得られる対局料並びに賞金であるが、それ以外にも将棋教室（道場）の経営による収入や、将棋に関する著書から得られる印税、イベント出演・出張指導・詰将棋の作成などに対する謝礼などがある。出張指導・詰将棋の作成については日本将棋連盟が定めた規定の料金表がある。昭和30年代ごろまでは、升田幸三・大山康晴など多くの棋士が新聞社の嘱託社員を務め、新聞の将棋欄で自ら記事執筆も手掛けることで収入を得ていた。その他、2020年頃から自らのYouTubeチャンネルを開設し、YouTuber活動をおこなう棋士も複数見られる。
また兼業が禁止されていないため、現役棋士がプロ活動の傍ら将棋以外の職務で収入を得るケースもある。古くはタレントとしてアイアイゲーム等のバラエティー番組に出演した芹沢博文・歌手としてもおゆき等のヒット曲を飛ばした内藤國雄・囲碁棋士としてもプロ活動をしていた北村文男・ソフトウェア会社を経営していた武者野勝巳・投資活動で著名化した桐谷広人・大学教授を務める飯田弘之などの例があり、2025年6月時点の現役棋士にも、プロ雀士と兼業の鈴木大介・ソフトウェア会社社員と兼業の星野良生・情報工学の研究者と兼業の谷合廣紀・公認会計士で監査法人勤務の船江恒平など、女流棋士では医師と兼業の伊奈川愛菓・イベント会社を経営している香川愛生の例がある。

## アマチュアおよびコンピュータとの棋力差

### アマチュアとプロの棋力差
日本将棋連盟は、プロ養成棋士機関の新進棋士奨励会の最下位に属する6級が、アマチュアの全国大会に県代表として出場できるアマチュア三〜四段と同程度の実力という見解を示しており、これがプロとアマの棋力差の伝統的な指標となってきた。
昭和には花村元司や小池重明など、奨励会を経ずにプロ入りが認められた、また検討されたレベルのアマチュアも稀に出現したが、プロがアマチュアに負けることは大きな屈辱であると見なされていた。しかし平成に入るとアマチュアのレベルもあがり、アマ最強豪が公式棋戦でプロに勝つケースも増え、奨励会で三段まで上ったもののプロ入りが果たせなかった瀬川晶司は、アマチュアとしての活躍によりプロ公式棋戦に参加して優秀な成績をあげ、プロ編入試験受験の資格を得てプロになった。

### アマチュア選手プロ編入問題
2005年2月28日、アマチュア選手強豪の瀬川晶司が日本将棋連盟にプロ編入の嘆願書を提出した。瀬川は1996年に奨励会の三段リーグを26歳の年齢制限によって退会したが、その後アマチュア選手としてプロの公式戦でも活躍し、銀河戦で当時A級八段の久保利明らを破るなど、対プロ戦で勝率7割を超える戦績をあげていた。
この嘆願書に対し、プロ（棋士）の間でも意見が分かれ、プロに伍する実力があるのだから瀬川のプロ編入を認めるべきだという立場と、三段リーグを勝ち抜けなかったのだから編入を認めるべきでないという立場に二分されていた。この問題は将棋界のみならず広く世間の耳目を集めた。
過去にアマチュアのプロ編入は、1944年（昭和19年）に真剣師の花村元司が五段への編入試験を受けて合格し、プロ入りした例がある。ただし花村は奨励会を経験しておらず、奨励会退会者のプロ編入は前例がなかった。
2005年5月26日、棋士総会が行われ、特例として瀬川のフリークラス編入試験を実施することに決定した。6月16日、試験要項が発表され、六番勝負にて瀬川3勝でフリークラス四段を認めることとなった。瀬川は11月6日の第5局に勝利して3勝目を挙げ、プロ入りが決定して同日付で四段になった。またその後、前述の通りプロ編入制度が制定された。
2014年12月8日に、今泉健司が3勝（1敗）した事で、制度制定後初の合格者が誕生した。

### コンピュータとプロの棋力差
2000年代にはコンピュータ将棋がプロ棋士相手に平手で互角に戦えるようになり、橋本崇載は飯田弘之らが開発したTACOSと2005年に、渡辺明（当時竜王）は保木邦仁が開発したBonanzaと2007年にそれぞれ対戦し、プロ棋士側が勝利したがいずれも接戦になった。
2010年代になるとコンピュータ将棋はプロ超えの能力を持つに至り、女流棋士の清水市代は2010年に「あから2010」（4つのソフトの多数決方式）に敗れ、棋士引退後の米長邦雄永世棋聖も2012年1月に（第1回）将棋電王戦としてボンクラーズと対戦し中盤のミスでコンピュータに敗れ、厳密な意味でのプロ棋士ではないものの、広義の棋士に勝利した。
そして2013年にはプロ棋士5人と第22回世界コンピュータ将棋選手権において優秀な成績を残した5つのソフトが団体戦を戦う第2回将棋電王戦が開催され、その第2局に登場した佐藤慎一四段がponanzaと対戦し、現役プロ棋士としては初の敗北を喫し、最終第5局ではA級棋士である三浦弘行八段が選手権1位であったGPS将棋に敗北、この第2回将棋電王戦はプロ棋士側の1勝3敗1分であった。その後、2017年にponanzaが当時の佐藤天彦名人に勝利した。